# Wybory parlamentarne w Liechtensteinie w 1997 roku

Wybory parlamentarne w Liechtensteinie w 1997 roku – przeprowadzone w Liechtensteinie wybory parlamentarne, w których zwyciężyła Unia Patriotyczna przy frekwencji 86,94%. Do obsadzenia było 25 miejsc w parlamencie.

## Wyniki
|  | Partia                       | Głosy  | Procent | Mandaty |
|  | ---------------------------- | ------ | ------- | ------- |
|  | Unia Patriotyczna            | 82.786 | 49,20   | 13      |
|  | Postępowa Partia Obywatelska | 65.914 | 39,20   | 10      |
|  | Wolna Lista                  | 19.455 | 11,60   | 2       |